# ایکر براوو
ایکر براوو (انگلیسی: Iker Bravo؛ زادهٔ ۱۵ ژانویهٔ ۲۰۰۵) بازیکن فوتبال اهل اسپانیا است که برای باشگاه رئال‌مادرید بازی می‌کند.
وی همچنین در تیم‌های ملی فوتبال زیر ۱۵ سال اسپانیا و زیر ۱۷ سال اسپانیا بازی کرده‌است.

## تیم ملی
براوو یک بازیکن بین‌المللی جوانان اسپانیا است که نماینده تیم‌های زیر ۱۵ سال اسپانیا و زیر ۱۷ سال اسپانیا بوده‌است.

## دوران باشگاهی
براوو که در سن ۵ سالگی در حالی که برای CFA Espluguenc بازی می‌کرد توسط بارسلونا شناسایی شد، به لاماسیا پیوست و بخشی از آکادمی جوانان آنها بود تا اینکه در ۲۸ ژوئیه ۲۰۲۱ با باشگاه آلمانی بایر لورکوزن قرارداد امضا کرد.
او اولین بازی حرفه ای خود را برای لورکوزن به عنوان یک تعویض دیرهنگام در شکست ۲ بر ۱ مقابل باشگاه فوتبال کارلسروهه، از سری مسابقات جام حذفی فوتبال آلمان، در ۲۷ اکتبر ۲۰۲۱ انجام داد. با ۱۶ سال و ۹ ماه و ۱۵ روز، براوو جوانترین بازیکن تاریخ لورکوزن بود و این رکورد را از فلوریان ویرتس گرفت و از آن خود کرد.
در ۷ نوامبر ۲۰۲۱، براوو اولین بازی خود را برای بایر لورکوزن در بوندسلیگا در تساوی ۱–۱ مقابل باشگاه فوتبال هرتا برلین انجام داد. با ۱۶ سال و ۲۹۸ روز، او برای مدت کوتاهی دومین بازیکن جوان بوندسلیگا و جوانترین بازیکن تاریخ بایرلورکوزن بود، تا اینکه این رکورد در همان بازی توسط هم تیمی‌اش، زیدان سرتدمیر، از او گرفته‌شد.